# Age Bassi
Agenore Bassi, detto Age (Lodi, 1924 – Lodi, 29 gennaio 1996), è stato un giornalista e scrittore italiano.
Fu uno dei più autorevoli protagonisti della vita culturale di Lodi nel XX secolo; svolse inoltre la professione di docente di lingua e letteratura italiana nella scuola secondaria superiore.

## Biografia
Originario del quartiere lodigiano del Borgo Adda, nel 1940 Bassi debuttò nel giornalismo come cronista de Il Cittadino di Lodi e de Il Brivido Sportivo di Bologna.  Dopo la caduta del fascismo il 25 luglio 1943, partecipò ai primi incontri per la fondazione della Democrazia Cristiana. Con l'armistizio dell'8 settembre 1943 si rifiuta di arruolarsi ed è quindi costretto a nascondersi fino ai primi del 1944, quando la madre fu minacciata di licenziamento se il figlio non si fosse presentato.
Tra gli anni cinquanta e sessanta lavorò a lungo per RadioRai, firmando oltre duemila servizi. Riconosciuto come valentissimo scrittore ed oratore, amico personale del giornalista e scrittore Gianni Brera, è autore di dieci opere letterarie tra cui l'apprezzatissima Storia di Lodi. Per anni fu inoltre consigliere comunale nelle file della Democrazia Cristiana. Ha insegnato a lungo lettere presso l'Istituto Tecnico "Agostino Bassi", suscitando sempre grande partecipazione nelle sue classi e nel mondo studentesco, che vedeva in lui una figura di enorme cultura e di equilibrata dialettica.

## Riconoscimenti
- Nel 1980 la città di Lodi le ha assegnato la medaglia d'oro a titolo di benemerenza civica[2].
- La città di Lodi gli ha intitolato un centro ricreativo per anziani e dedicato un concorso letterario.
- Il vicino comune di Montanaso Lombardo gli ha intitolato una via.

## Opere
- Storia di Lodi, Lodi, Lodigraf, 1977, ISBN non esistente, SBN SBL0320522.
- Lodi fra cronaca e storia dai giornali dell'epoca, Lodi, Lodigraf, 1979, ISBN non esistente, SBN LO10853474.
- Lodigiani protagonisti, con Luigi Samarati, Lodi, Lodigraf, 1980, ISBN non esistente, SBN SBL0628296.
- Pietro Trabattoni, prete, Maleo, 1980, ISBN non esistente, SBN MIL0531120.
- Ospedale Maggiore di Lodi – Cenni storici, Lodi, Banca Popolare di Lodi, 1981, ISBN non esistente, SBN SBL0302658.
- Il grande albero. Guida alle attività artigiane per i ragazzi della scuola media, con Nino Dolcini, Milano, 1984, ISBN non esistente, SBN BVE0246221.
- Cinquant'anni di parole. 1940-1950, presentazione di P. Corbia, Lodi, Senzalari, 1990, ISBN non esistente, SBN PBE0007866.
- Adda fiume dell'uomo
- L'artigianato italiano nei secoli XIV e XV